# Gmina Zajas
Gmina Zajas (mac. Општина Зајас) – nieistniejąca gmina w zachodniej Macedonii Północnej. W 2013 roku została przyłączona do gminy Kiczewo.
Graniczyła z gminami: Osłomej od wschodu, Kiczewo i Drugowo od południa, Mawrowo-Rostusza od zachodu oraz Gostiwar od północy.
Skład etniczny
- 97,44% – Albańczycy
- 1,82% – Macedończycy
- 0,74% – pozostali

W skład gminy wchodziło 13 zamieszkanych wsi: Zajas jako centrum administracyjne oraz wsie: Bacziszta, Bukojczani, Gornje Strogomiszte, Gresznica, Dlapkin Doł, Dołno Strogomiszte, Kolari, Kolibari, Lesznica, Midinci, Reczani, Tajmiszte.